# Phlogacanthus turgidus
Phlogacanthus turgidus är en akantusväxtart som först beskrevs av Fua och Joseph Dalton Hooker, och fick sitt nu gällande namn av Gustav Lindau. Phlogacanthus turgidus ingår i släktet Phlogacanthus och familjen akantusväxter. Inga underarter finns listade i Catalogue of Life.

## Bildgalleri

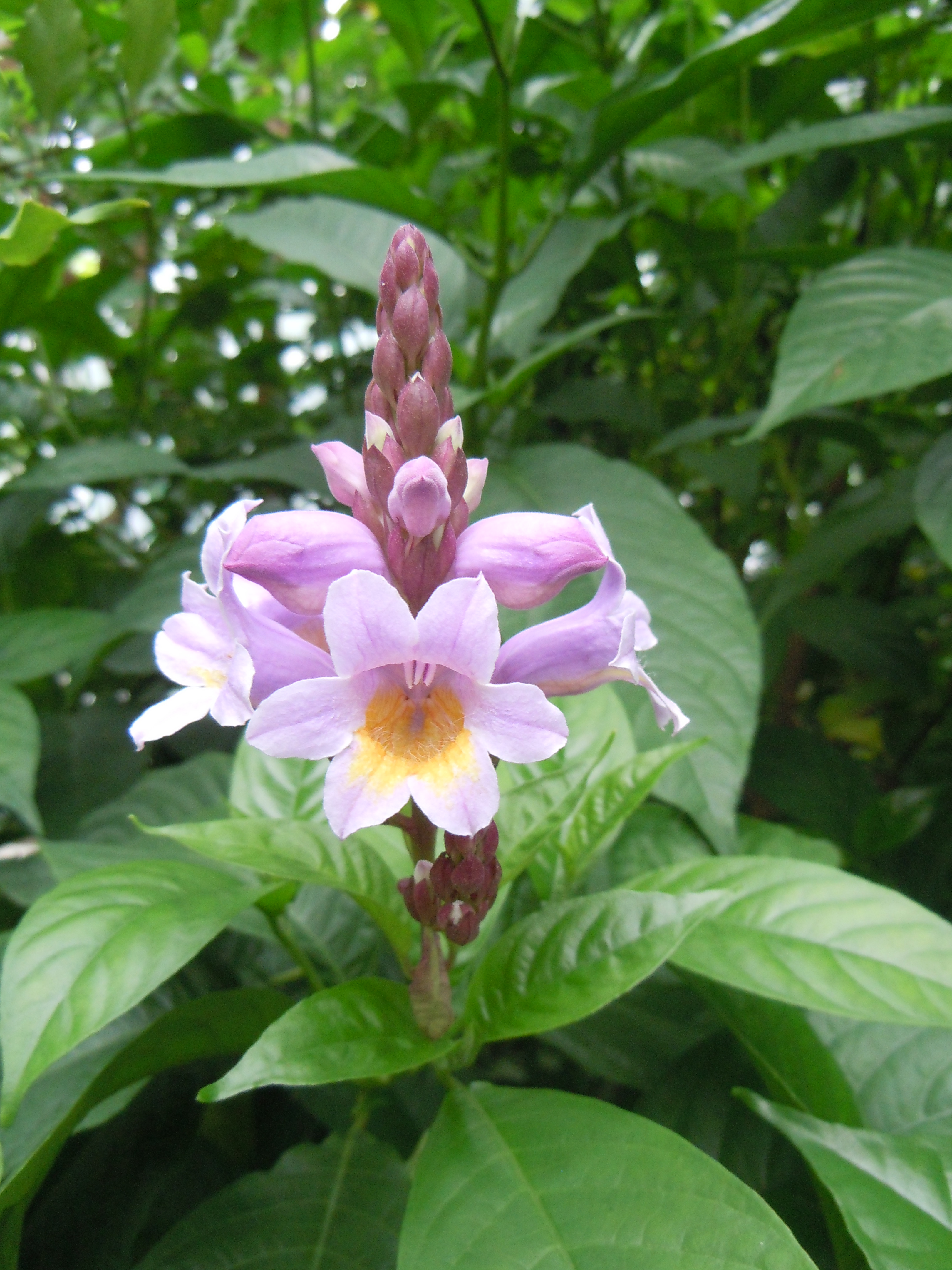